# Gary (Minnesota)
Gary és una població dels Estats Units a l'estat de Minnesota. Segons el cens del 2000 tenia 215 habitants.

## Demografia
Segons el cens del 2000, Gary tenia 215 habitants, 83 habitatges, i 54 famílies. La densitat de població era de 259,4 habitants per km².
Dels 83 habitatges en un 33,7% hi vivien nens de menys de 18 anys, en un 59% hi vivien parelles casades, en un 3,6% dones solteres, i en un 34,9% no eren unitats familiars. En el 31,3% dels habitatges hi vivien persones soles el 14,5% de les quals corresponia a persones de 65 anys o més que vivien soles. El nombre mitjà de persones vivint en cada habitatge era de 2,55 i el nombre mitjà de persones que vivien en cada família era de 3,3.
Per edats la població es repartia de la següent manera: un 30,7% tenia menys de 18 anys, un 3,3% entre 18 i 24, un 30,7% entre 25 i 44, un 18,6% de 45 a 60 i un 16,7% 65 anys o més.
L'edat mediana era de 36 anys. Per cada 100 dones de 18 o més anys hi havia 106,9 homes.
La renda mediana per habitatge era de 36.875 $ i la renda mediana per família de 47.250 $. Els homes tenien una renda mediana de 29.844 $ mentre que les dones 15.938 $. La renda per capita de la població era de 15.683 $. Entorn del 6,8% de les famílies i el 14,8% de la població estaven per davall del llindar de pobresa.

## Poblacions més properes
El següent diagrama mostra les poblacions més properes.